# Desierto de Calanda
Dieser Artikel wurde wegen inhaltlicher Mängel auf der Qualitätssicherungsseite des Portals Geowissenschaften eingetragen. Dies geschieht, um die Qualität der Artikel im Themengebiet Geowissenschaften zu steigern. Bitte hilf mit, die Mängel zu beseitigen, oder beteilige dich an der Diskussion. (+)
Die Desierto de Calanda (deutsch: „Wüste von Calanda“) ist ein semiarides Trockengebiet im Osten Spaniens und liegt im südlichen Aragonien im Becken des Ebro. Die Gegend ist kaum besiedelt, die bedeutendsten Siedlungen sind Alcañiz im Osten und Calanda im Süden. Es gibt bis auf eine Ausnahme nur eine asphaltierte Straße (Bundesstraße 232), die in dieser Region die wichtigste Verbindung zwischen Saragossa und der Ostküste ist. Das Gebiet liegt etwa 120 km von der Mittelmeerküste (Tortosa) und 100 km von Zaragoza entfernt. Die Desierto de Calanda wird überwiegend für die Weide im Trockenfarmsystem genutzt.
Der Fluss Guadalope, ein Nebenfluss des Ebro, verläuft in der Desierto de Calanda. Das Klima ist subarid mediterran geprägt mit einem jährlichen mittleren Niederschlag zwischen 300 mm und 350 mm. Die Niederschlagsmaxima werden im Herbst und Frühling erzielt, wenn Spanien im Einflussgebiet der Westwindzone steht. Die sommerliche Trockenheit dauert vier Monate an. In der Desierto de Calanda bilden sich kleinere endorheische Becken aus (bis zu mehreren hundert Meter Durchmesser), die auf die Gipsverwitterung im Untergrund und Deflationsprozesse von feinen Partikeln an der Oberfläche zurückzuführen sind. Höchste Erhebung ist der Puig Moreno.